# Ponerorchis exilis
Ponerorchis exilis là một loài thực vật có hoa trong họ Lan. Loài này được (Ames & Schltr.) X.Qi Chen, P.J. Cribb & S.W. Gale mô tả khoa học đầu tiên năm 2009.